# Christian Ulbrich

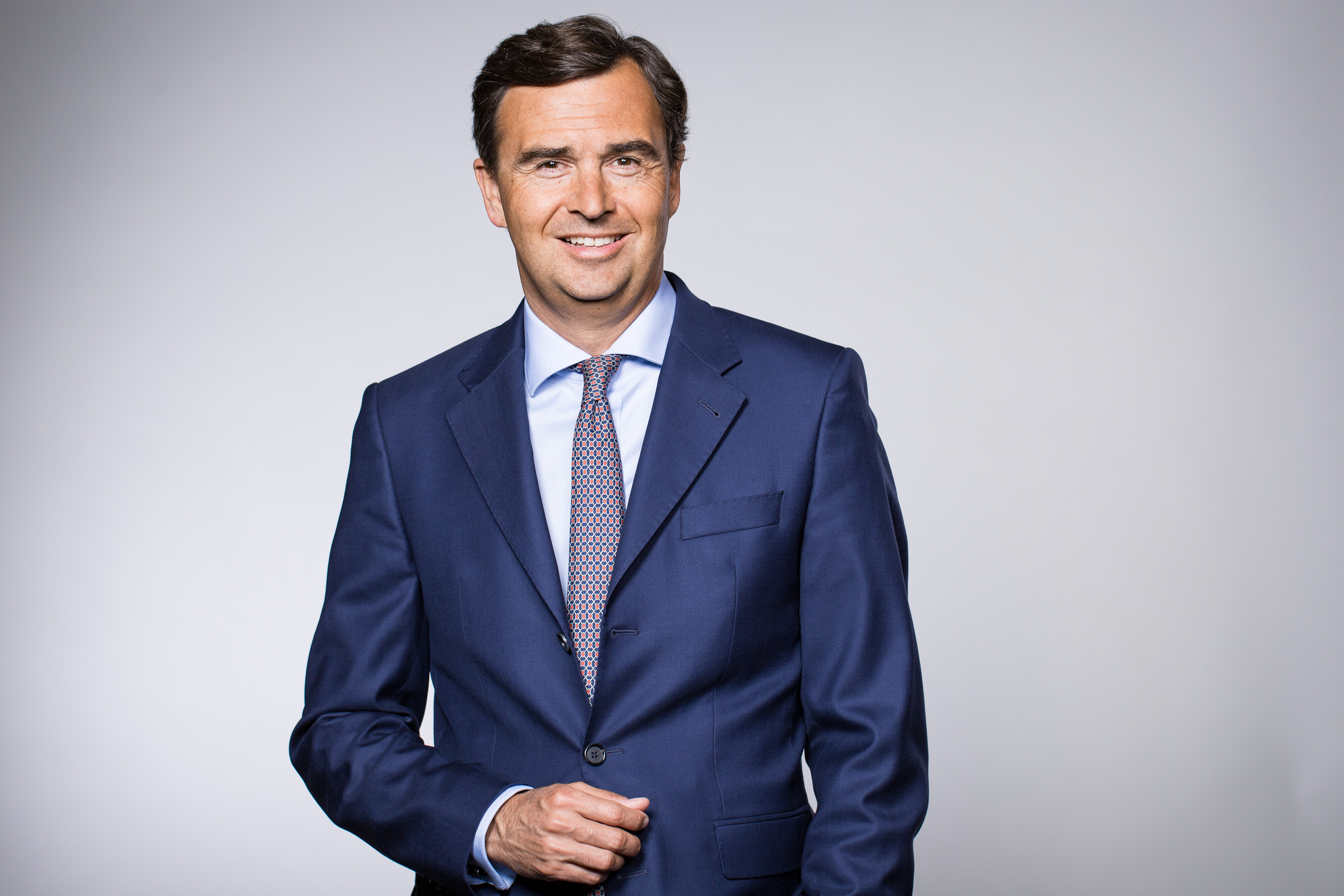
Christian Ulbrich (2021)

Christian Ulbrich (* 1966 in Hamburg) ist ein deutscher Manager, der aktuell das international tätige Beratungsunternehmen für Immobilien JLL als President and Global CEO führt. Er ist damit der erste deutsche Manager an der Spitze eines globalen Beratungsunternehmens aus der Immobilienwirtschaft. Er ist zudem seit August 2014 Aufsichtsratsmitglied des DAX-Unternehmens Vonovia.

## Persönliches
Ulbrich wurde 1966 in Hamburg geboren. Sein Vater führte als Unternehmer die familieneigene Firma für Holzimport und -handel. Trotz der Option in das Familienunternehmen einzusteigen, entschied sich Christian Ulbrich für eine Laufbahn in der Bankenbranche, wo er zunächst hospitierte. Im Anschluss studierte Ulbrich an der Universität Hamburg. Seit 2005 lebt er in der Metropolregion Frankfurt. Christian Ulbrich ist verheiratet und Vater von drei Kindern.

## Berufliche Laufbahn
Nach ersten Stationen bei Mees Pierson und der niederländischen Rabobank trat Ulbrich 1995 dem Vorstand der Privatbank Bank Companie Nord bei, deren Leitung er als CEO ein Jahr später übernahm. Ulbrich führte die Bank Companie Nord durch eine Umstrukturierung ihrer Geschäftstätigkeit und die Übernahme durch ein anderes Unternehmen. Auf Basis dieser Erfahrungen gewann ihn die Warburg Bank im Anschluss für die Leitung ihres Immobilienbereichs HIH.
Der globale Immobiliendienstleister JLL ernannte Ulbrich 2005 zum Geschäftsführer für Deutschland. Vier Jahre später, im Januar 2009, beförderte ihn das Unternehmen zum CEO EMEA, wodurch er die Verantwortung für die Regionen Europa, Mittlerer Osten und Afrika übernahm. Zugleich trat Ulbrich dem globalen Unternehmensvorstand bei. Im Juni 2016 ernannte ihn JLL zum Global President und er rückte in den Aufsichtsrat des Unternehmens auf. Wenige Monate später folgte er Colin Dyer zudem in der Funktion des globalen CEO, wobei er die Rolle als President beibehielt. Durch diesen Schritt wurde er der erste deutsche Manager, der ein international tätiges Beratungsunternehmen in der Immobilienindustrie führt. Christian Ulbrich forcierte seitdem den Einsatz und die Weiterentwicklung von Technologien im Unternehmen. Im Zuge dessen schuf er mit JLL Spark einen Investmentfonds, der Technologie-Startups mit Produkten für die Immobilienwirtschaft unterstützt. Das Magazin Commercial Property Executive zeichnete Ulbrich 2019 als „Service Executive of the Year“ aus.
Christian Ulbrich ist Mitglied im internationalen Wirtschaftsrat des World Economic Forum und dessen Allianz der „CEO Climate Leaders“. 2021 war er einer der Autoren der „10 Green Building Principles“, die darauf abzielen, den Führungskräften konkrete Schritte aufzuzeigen, durch die deren Organisationen Kohlenstoffneutralität zügig erreichen. im August 2025 übernahm er den Beiratsvorsitz beim Frankfurter Nachhaltigkeitsberater Westbridge.